# Качанівське нафтогазоконденсатне родовище
Качанівське нафтогазоконденсатне родовище — належить до Талалаївсько-Рибальського нафтогазоносного району Східного нафтогазоносного регіону України.

## Характеристика родовища і стан його експлуатації
Розташоване в Сумській області на відстані 20 км від м. Охтирка.
Знаходиться в центральній частині півн. прибортової зони Дніпровсько-Донецької западини. Включає 24 Поклади, що залягають на глибині 1440:3400 м.
Структура виявлена в 1953 р. і являє собою брахіантикліналь північно-західного простягання з девонським соляним ядром, вверх по розрізу вона виположується; складка порушена системою поперечних і поздовжніх скидів амплітудою 10-250 м, які утворюють в склепінні грабен просідання, характерний для криптодіапірових структур. У 1957 р. в інтервалі 1467—1470 м з утворень тріасу отримано фонтан нафти дебітом 28 м³/добу через штуцер діаметром 6 мм. Промислові скупчення вуглеводнів встановлені у відкладах тріасу; пермі; верхнього, середнього і нижнього карбону .
Поклади пов'язані з пластовими та масивно-пластовими склепінчастими, тектонічно екранованими та літологічно обмеженими пастками. Колектори — пісковики (а пермського горизонту А-2 — крім того, тріщинно-кавернозно-порові ангідриди та вапняки). Режим Покладів пружноводонапірний та розчиненого газу.
Експлуатується з 1960 р. Запаси початкові видобувні категорій А+В+С1 — 16839 тис.т нафти; розчиненого газу — 4337 млн. м³; конденсату — 295 тис. т. Густина дегазованої нафти 811—868 кг/м³. Нафта малосірчиста, малосмолиста. Вміст сірки у нафті 0,2-0,5 мас.%.

## Аварії
Див. Аварія на Качанівському нафтогазоконденсатному родовищі
Свердловина 35 Качанівського родовища була закладена в квітні 1962 року і її проходка проєктувалася до глибини 3300 м. У вересні цього ж року при вибої 2315 м в свердловині сталася аварія: під час спуску бурового інструменту розкрилися пневмоклини і в свердловину впали 2-секційний турбобур з долотом і бурильні труби. Загальна довжина цього інструменту склала 65 м. Підйом інструменту привів до сильного газопрояву; навколо свердловини виникли грифони, що стало результатом надходження нафтогазової суміші у відкладення неогену-палеогену. В свердловині 65, розташованій в 250 м, також утворився грифон, який перейшов в газовий фонтан, що пізніше загорівся. Результатом всього цього стало утворення кратера з солоною водоймою, діаметр якої склав 190 м і глибина 20 м. Природно, що це не тільки вимагало великих зусиль по ліквідації наслідків аварії, а й продовжує залишатися об'єктом забруднення.